# Aberrasine strigivenata
Aberrasine strigivenata là một loài bướm đêm thuộc họ Erebidae, có ở Ấn Độ và Đông Nam Á.